# Grottes d'Azé
Ne pas confondre avec les grottes du Pech-de-l'Azé sur la commune de Carsac-Aillac, Dordogne.
Pour les articles homonymes, voir Azé.
Le site des Grottes d'Azé est un lieu culturel et touristique situé sur le territoire de la commune d'Azé près de Lugny (au hameau de Rizerolles), dans le département de Saône-et-Loire, en région Bourgogne-Franche-Comté.
Ces grottes sont, avec les grottes de Blanot, les seules cavités souterraines ouvertes au public en Saône-et-Loire.

## Descriptif
Les grottes d'Azé sont une appellation touristique qui intègre :
- une grotte préhistorique, appelée « grotte de la Balme de Rochebin » ;
- une grotte parcourue par une rivière souterraine, appelée « source de la Balme[N 1] de Rizerolles » (rivière s'enfonçant sous la terre sur le territoire de Saint-Gengoux-de-Scissé, aux abords du hameau de La Verzée, et réapparaissant plus au sud, à Azé).

C'est un site préhistorique classé, qui couvre une période allant de deux cent cinquante mille à dix mille ans avant notre ère,.
Il a été géré de 1963 à 2001 par une association, la Société des grottes d'Azé, qui a œuvré pendant plusieurs décennies à l'ouverture du site tout en travaillant à son exploration et à l'allongement du circuit de visite. 
À compter de 2001, en réponse à des difficultés croissantes rencontrées par l'association (évolution de la réglementation, renforcement des normes de sécurité, augmentation des coûts de fonctionnement...), la gestion du site évolua. Cette année-là, la communauté de communes des coteaux de la Haute-Mouge – intercommunalité qui avait son siège à Azé – signa un marché sans formalité préalable avec la Société des grottes d'Azé : la gestion du site incomberait toujours à l'association mais, en contrepartie d'une redevance fixe et d'un pourcentage perçu sur les recettes du camping et de la piscine, les dépenses d'investissement seraient désormais prises en charge par la communauté de communes.
Ce n'est qu'ultérieurement que le site sera repris par le conseil général de Saône-et-Loire.
Le site des grottes d'Azé constitue un site quaternaire particulièrement riche, alliant diverses disciplines : la géologie, la paléontologie, l'archéologie et la biologie. Depuis plus de 300 000 ans, toutes les époques s'y trouvent représentées. Maurice Bonnefoy, spéléologue passionné, est à l'origine de l'exploitation touristique du site, qu'il entreprit avec des moyens particulièrement limités, parvenant à faire d'Azé un site réputé, en des temps où la spéléologie – à cette époque peu répandue – ne disposait pas des moyens techniques actuels. Une extraordinaire aventure humaine a permis la réalisation de travaux de désobstruction gigantesques et la découverte d'une grotte paléontologique et préhistorique de première importance (dénommée « Azé 1 »). Plusieurs fouilles scientifiques ont pu y être effectuées : fouilles de la salle d'entrée (Azé 1-1) par Jean Combier, d'Azé 1-2 et d'Azé 1-3 par Alain et Jacqueline Argant, de la galerie des Aiglons par René Villeneuve puis par Lionel et Johan Barriquand (Azé 1-5 et 1-6). L'étude des populations d'ours, de lion des cavernes par Alain Argant et de la faune complémentaire par Claude Guérin constitue un ensemble paléontologique de référence internationale. De très nombreuses études successives sont venues ultérieurement, faisant de la grotte d'Azé l'une des grottes les mieux étudiées en Europe à ce jour :
- chronologie (U/Th) et genèse de la cavité par Yves Quinif ;
- tomographie électrique du karst invisible par Olivier Kaufmann ;
- fonctionnement actuel de la grotte (aérologie, biologie du milieu souterrain, etc.) par Lionel Barriquand ;
- poursuite de la désobstruction de la galerie de Chauffailles par les spéléologues des « Argilons » ;
- datation des différentes occupations par l'homme.

Des visites des grottes, uniquement accompagnées et commentées, sont organisées tous les jours d'avril à novembre.
Le site recèle également d'autres richesses archéologiques liées à la période gallo-romaine ou encore médiévale.

## Un lieu accueillant au cœur de la nature

### Un site classé
Les grottes s'inscrivent dans un paysage remarquable. 
En effet, celles-ci sont situées sur le flanc d’un coteau raide, planté d’arbres d’essences diverses. On y remarque des cèdres de l'Atlas majestueux et, surtout, des buis de très grande taille qui paraissent avoir plus de deux cent cinquante ans. Au pied de la grotte jaillit une source importante qui alimente le ruisseau de la Mouge. L’ensemble du petit bois est parcouru de sentiers. 
Ce caractère pittoresque a justifié que ce site soit classé : il bénéficie d'une protection, par arrêté du 10 février 1933, au titre de la loi sur « la protection des monuments naturels et des sites de caractère artistique, historique, scientifique, légendaire ou pittoresque ». Cette protection concerne les grottes et leurs abords aménagés au XIXe siècle ainsi que la prairie qui s'étendait devant l'entrée, soit plus de 4 hectares.

### Un espace d'interprétation
Pour comprendre et analyser le contexte géologique, visualiser les découvertes paléontologiques et archéologiques, un espace d'interprétation est accessible gratuitement

### Un nouveau bâtiment d'accueil et une boutique
Un nouveau bâtiment d'accueil de 270 m2 a été réalisé en 2020 grâce au financement du Département de Saône et Loire.

## Préhistoire et Histoire

### Une occupation depuis la Préhistoire
L’occupation la plus ancienne de la grotte préhistorique date du paléolithique : hommes et animaux y ont laissé des traces de leur passage.
Plusieurs fouilleurs, dont A. Leroy Gourhan, ont effectué des recherches à l’entrée de la grotte préhistorique mais leurs sondages infructueux les ont dissuadés de poursuivre leurs investigations. Il faut attendre les années 1950 pour que des fouilles soient entreprises du porche d’entrée jusqu’à la salle de la Rotonde. Les découvertes sont nombreuses et attestent d’une occupation dans le temps : ossements d’animaux et outils en silex de la préhistoire, vestiges gallo-romains, mur médiéval…
La fouille menée par Jean Combier entre 1966 et 1970 a mis en évidence une occupation du paléolithique inférieur datée d’environ 350 000 ans, ce qui en fait l’une des occupations humaines les plus anciennes en Bourgogne. 
Un autre niveau a livré des restes d’animaux en quantité abondante, essentiellement des ossements d’ours (Ursus Deningeri), et quelques ossements de lion des cavernes (Panthera Spelaea), représenté en particulier par un superbe crâne découvert en 1985 par un jeune spéléologue dans la salle des ours (crâne rare dont il n'existait alors qu'une dizaine d'exemplaires, et qui fut aussitôt envoyé à la faculté des sciences de Lyon pour examen, avant d'être exposé dès 1986 au musée des grottes).
A 60 m de cette entrée, des griffades d’ours ont été identifiées sur les parois, et quelques mètres plus loin, la salle des ours sera découverte, avec ses 5898 ossements et deviendra alors l’un des plus grands sites paléontologiques. Les ours sont venus dans le fond de la grotte, principalement des femelles Ursus Deningeri  pour mettre bas et hiverner avec leurs oursons. Il est probable également qu’il y a 160 000 ans, un combat ait eu lieu dans la pénombre de la cavité : un crâne de lion des cavernes a été trouvé à proximité d’un tibia d’ours. Elle portait l’empreinte d’une pré-molaire de lion. On peut envisager que le lion se soit aventuré dans l’obscurité poussé par la faim, et qu’une rencontre avec un ours lui ait été fatale. À la suite de ce combat les deux animaux ont péri dans cette salle.

### Depuis l’Age du bronze

#### Dans la grotte….
Après la préhistoire la présence de l’Homme sur le site est encore très marquée. Abris naturels, les grottes n’ont pas seulement servi d’habitat aux hommes préhistoriques puisque de tous temps, ils y ont vu un intérêt.
Les fouilles réalisées par A. Jeannet dans la Rotonde ont permis la découverte de nombreuses poteries, d’un brassard d’archer, datant de la fin de l’Age du Bronze (environ 950 avant Jésus-Christ) qui traduirait l’existence d’un habitat ou d’une bergerie. Des objets de l’époque gallo-romaine dont une très belle lampe en bronze ont également été mis au jour. Cette lampe à deux becs, avec anneaux de suspension en forme de tête de canard, a été datée du Ier s ap J-C. Son étude récente, menée par C. Malagoli, montre qu’elle vient probablement de la région de Naples. Une des hypothèses pouvant expliquer sa présence dans la grotte nous fait penser à une utilisation cultuelle.
Des fragments de poteries ainsi que les restes d’un mur : La datation de charbon présent dans le mortier qui scelle les pierres a permis d’estimé sa datation soit de la fin de l’époque mérovingienne, soit de l’époque carolingienne. Au haut Moyen Âge les grottes semblent avoir été très utilisées.
Enfin le grand mur dont la base est toujours visible à l’entrée de la Grotte Préhistorique daterait du XIIe siècle.

#### …et à l’extérieur
Entre 150 av J-C et  50 ap Jésus-Christ les gaulois ou les gallo-romains aménagent la résurgence de la rivière avec un barrage constitué de bois et d’argile. L’eau est captée et transportée à l’aide de tuyaux creusés dans des troncs d’arbre. Les vestiges d’un ancien bâtiment datant probablement du début de notre ère ont été découverts à proximité, ainsi que de  nombreux vestiges au voisinage et dans la résurgence attribuables au 1er s ap J-C. L’hypothèse d’un culte des eaux dans cette fontaine de la Balme a été avancée.
Les mérovingiens, entre 650 et 680 après Jésus-Christ, viennent enterrer leurs morts sous un murger monumental dont une extrémité se trouvait à l’emplacement de l’entrée supérieure de la Rivière Souterraine.

## L'exploration spéléologique

Le blason d'Azé « au chef tiercé en pal », sur lequel apparaît un « crâne d'animal préhistorique d'or », référence aux grottes.

C'est en 1954 qu'un petit groupe de passionnés d'Azé, au cours de fouilles laborieuses, commença la mise au jour de nombreux vestiges des époques paléolithiques, néolithiques et gallo-romaines. Antérieurement, l’entrée de la grotte avait vu se succéder un certain nombre de fouilleurs en quête de sites préhistoriques, en particulier Gabriel Jeanton, Joseph Mazenot et Lucien Mayet dans les années qui suivirent la Première Guerre mondiale et André Leroi-Gourhan en 1948. 
En 1950, Roger Dravet, assisté de Georges Gaillard, débuta les fouilles sous le porche. En 1954, il fut rejoint par Raymond Morel. De 1950 à 1962, la petite équipe fouilla la grotte, de l'entrée jusqu’à la Rotonde, faisant des découvertes nombreuses : ossements d’ours, de cerf élaphe et de renne, silex remontant à la période magdalénienne, vestiges gallo-romains, mur médiéval... En 1962, Raymond Morel était rejoint par Maurice Bonnefoy, qui venait de contribuer à l'aménagement de la grotte de Blanot.
Au printemps 1963, après des mois d'efforts, les spéléologues parvinrent à déboucher le fond de la caverne, portant le développement des galeries de 75 à 265 mètres, en découvrant au passage une série de gravures schématiques magdaléniennes. Dans la foulée, les hommes-grenouilles du Sub-Aquatique Mâconnais remontèrent dans les eaux de la source, suivis en août et septembre par des spéléologues. Le 15 septembre, ces explorations dans les galeries noyées permirent une découverte archéologique remarquable : deux vastes galeries accolées, un lac et des salles se développant sur une longueur de 750 mètres
En 1966, trois ans après l'ouverture au public des grottes (5 juin 1963), le travail se poursuivant, le site préhistorique d'Azé, en tête des cavités de la Bourgogne du Sud, avait un développement total de 1 050 mètres.
Les grottes, gérées par la Société des grottes d'Azé (fondée en 1964 et présidée par Raymond Morel puis par Maurice Bonnefoy), ne cesseront de bénéficier d'aménagements, pour faciliter leur visite, sous l'égide de cette association qui fut présidée dans les années 80, après Maurice Bonnefoy, par Daniel Bonnefoy, fils de l'inventeur du site préhistorique. 
Le 14 janvier 1967, Raymond Morel et Maurice Bonnefoy découvrent la salle de la Quenouille (à l'extrémité sud de la salle des Ours), qui est rendue visible par les visiteurs en 1972. Pour cela, pas moins de 2929 wagonnets de sédiments ont été retirés de la grotte.
1978 : une galerie de 220 mètres est mise au jour (galerie à laquelle s'ajouteront 80 mètres supplémentaires en 1991).
En 1985, la fréquentation des grottes s'éleva à 26000 visiteurs. Elle dépassa les 29000 visiteurs en 1989. 
En 1988, la grotte préhistorique comportait 250 mètres de galeries tandis que la rivière souterraine pouvait être longée sur quelque 800 mètres grâce à un parcours aménagé. Le musée rassemblait alors environ 2000 pièces, allant de - 400 000 ans au Moyen Âge, et disposait de collections très complètes de fossiles, d'outils de l'âge de la pierre taillée, de vestiges gallo-romains et mérovingiens.
En 1991, année où les grottes frôlent le cap des 30 000 visiteurs (29 768 visiteurs), trois nouveau squelettes d'ours furent découverts près de l'entrée de la principale grotte par messieurs Bonnefoy et Raymond Morel, pionniers de l'aménagement des grottes. 
En 1997, alors que les galeries accessibles au public se portent à un total de 1910 mètres, les grottes d'Azé se hissent à la septième position des sites touristiques les plus fréquentés de Saône-et-Loire, devant le musée préhistorique de Solutré. 
Juillet 2000 : vote par le conseil général de Saône-et-Loire de l'acquisition du site des grottes (incluant le camping et la piscine). Le principe de l'ouverture des grottes confiée à un délégataire de service public est acté mais, pendant la période transitoire (études, travaux...), une procédure de mise en gérance est temporairement instaurée.
Été 2001 : après 96 heures de pompage permettant de vider un siphon bloquant l'exploration de la grotte depuis 1991, les spéléologues découvrent une salle de 15 mètres terminée par un siphon, désamorcé à son tour et permettant la libération d'une galerie s'ouvrant sur une salle de 20 mètres de long.
2019 : lors d'une opération de désobstruction, une équipe de spéléologues du club spéléo « Argilon » de Chauffailles découvre deux nouvelles salles (la première située à 360 mètres de l'entrée).

## Géographie
Les eaux qui parcourent la grotte de la rivière souterraine proviennent des hauteurs granitiques du mont Saint-Romain, dont la base méridionale est couverte par la forêt de Goulaine. Une petite rivière en part, file droit au sud puis se perd dans le calcaire à proximité du hameau de La Verzée (Saint-Gengoux-de-Scissé) ; trois kilomètres de parcours souterrain et 70 mètres de dénivellation sont nécessaires à cette eau pour reparaître, à la résurgence d'Azé.  
La grotte s'ouvre dans les calcaires du Bajocien et du Bathonien (Jurassique). 

## Spéléométrie
La dénivellation de la grotte d'Azé est de 22 m pour un développement de 436 m.